# سوا (مسلسل)
سوا هو مسلسل درامي لبناني سوري إنتاج عام 2016

## قصة المسلسل
تدور أحداث المسلسل حول فتاة اسمها تارا التي كانت تستعدّ للاحتفال بيوم زفافها من زياد، الذي يعمل لحساب زعيمة مافيا تُدعى نادوشكا وشقيق الصحافي عماد لكنّ الموت يخطفه من أمام عينيها.
في إطار من التشويق والاكشن مع لمسة رومانسية، حيث تقع الاحداث ما بين لبنان وبولندا، حول عصابة تدير أعمال غير قانونية، بينما عماد والذي يقوم بدوره يوسف الخال يبحث عن شقيقه المفقود، وفي ذات الوقت تبحث تارا عن خطيبها المفقود ايضاً، وتلتقي سبل كلاهما، وتبدأ قصة حب بين الاثنين، يقف ضدها الأخ، وعلى الجانب الآخر نلتقي بشخصيات متنوعة، مثل رئيسة العصابة نادوشكا وابنها المحامي المحتار بين ضميره المهني، وشعوره بالبنوة اتجاه والدته، وهذا هو العمل الثاني الذي يجمع بين يوسف الخال وإيميه صياح بعد مسلسل وأشرقت الشمس"

## أبطال العمل
- إدوار الهاشم
- يوسف الخال

في دورعماد
- إيميه صياح

في دور تارا
- عبد المنعم عمايري

في دور زياد
- شكران مرتجى

في دور نور
- رولا حمادة

في دور نادوشكا
- جوزيف بو نصار
- رودريغ سليمان